# 少納言
少納言（日语：／*/?)，唐名為尚書郎、門下給事、給事中，是日本律令制官職，為太政官四等官制中的第三等判官，為少納言局的主官，定員3人，官位從五位下，最初是擔當頒布詔敕（天皇文書）的重職，通常由天皇侍從來兼任該職位。後來先是被其底下的外記逐漸掌握實權，而後更是隨著藏人所崛起職權進一步衰減，最後成為僅僅掌管内印（即天皇御璽）和外印（即官印、太政官印）有名無實的官職。

## 介紹
天智天皇時期設置的「御史大夫」之職，和天武天皇以後設置的「納言」之官，是少納言的前身。公元681年時，天武天皇發布飛鳥淨御原令之後，「納言」被分為大納言、中納言、少納言，至此出現「少納言」的名稱。少納言一職，是太政官議政官（大臣、大納言、中納言、参議）之下負責實際政務的三局之一的「少納言局」的主官（另外兩局即左辨官局、右辨官局），其定員3人，同時也有額外的官員，即所謂的權官，在奈良時代被稱之為「員外少納言」，而在平安時代以後則被稱之為「權少納言」。
根據律令：
- 《大寶令》：「奏宣小事。」
- 《養老令·職員令第二·太政官條》:「少納言三人。【掌。奏宣小事請進鈴印伝符進付飛驛函鈴兼監官印其少納言。在侍從員內】」[2]

少納言負責詔敕宣下的工作，但是與大納言、中納言這些高級官員不同的是，少納言通常是負責奏宣一些小事和次要的決議而已；另外還負責天皇御璽的雕刻及太政官印的處理。
少納言在最開始的時候是重要官職之一，通常由天皇身邊的侍從兼任。但也因為如此，這些侍從來兼任少納言一職時，通常只是代領，重心仍在侍從天皇的職務上，少納言局的實際職務主要還是由其底下的大外記、少外記 （定員各2）等次官來進行處理，因此實權後來多在外記們的手上，導致少納言局也被稱之為「外記局」。而後隨著藏人所的設立，大多的職務都逐漸被藏人所替代，少納言也漸漸變成有名無實的榮譽官職。
約莫在安土桃山時代之後，廣澄流清原氏嫡系公卿舟橋家，作為家格為半家的公家，世襲為天皇講述經典的身分，因此作為侍讀都會被任命為少納言之職。

## 名人
- 清少納言：日本平安時代的女作家，清原氏出身，著有《枕草子》一書。「清」一字應是來自娘家姓氏「清原」，依當時的習慣，常以女官之父、丈夫或兄弟等近親之官銜稱呼。
- 清原國賢（日语：清原国賢）：官至從三位大藏卿、侍從、少納言，廣澄流清原氏嫡流公卿舟橋家之祖。